# Peter Bäärnhielm
Peter Bäärnhielm (före adlandet Peter Ambjörnsson Bäärn), född 1648 på Åkerstad i Sköllersta socken, död 1726 på Algusta i Segerstads socken, Värmland, var en svensk militär.
Peter Bäärnhielm var son till löjtnant Ambjörn Nilsson Bäärn och Barbro Pechlien. Han blev soldat vid Närkes och Värmlands regemente 1663, underofficer 1672, fänrik där 1676, löjtnant 1679 och kapten 1684. Han adlades 1689 och introducerades 1693 på riddarhuset. Bäärnhielm blev 1694 stadsmajor i Göteborg, och var överstelöjtnant och chef för Närkes och Värmlands tremänningsinfanteriregemente 1700–1701. Han erhöll därefter avsked. Bäärnhielm deltog i slaget vid Halmstad, slaget vid Lund och slaget vid Landskrona.